# 오타와 내셔널스
| 오타와 내셔널스    |                                                                                           |
| 디비전             | 이스트 디비전 (1972년~1973년)                                                             |
| 설립연도           | 1972년                                                                                    |
| 해체연도           | 1973년                                                                                    |
| 역사               | 오타와 내셔널스 (1975년~1976년) 토론토 토로스 (1973년~1976년) 버밍햄 불스 (1976년~1979년) |
| 경기장             | 오타와 시빅 센터                                                                          |
| 연고지             | 온타리오주 오타와                                                                         |
| 상징색             | 파랑, 빨강                                                                                |
| 구단주             | -                                                                                         |
| 단장               | -                                                                                         |
| 감독               | -                                                                                         |
| 애브코 월드 트로피 | -                                                                                         |
| 시즌 우승          | -                                                                                         |
| 디비전 우승        | -                                                                                         |
| 영구 결번          | -                                                                                         |

오타와 내셔널스(Ottawa Nationals)는 1972년부터 1973년까지 온타리오주 오타와를 연고지로 하는 WHA 소속 아이스 하키팀이다.
1973년 연고지를 온타리오주 토론토 (토론토 토로스)로 이전했다.

## 역대 홈경기장
| 경기장           | 사용기간      | 수용인원 | 장소              | 비고 |
| ---------------- | ------------- | -------- | ----------------- | ---- |
| 오타와 내셔널스  |               |          |                   |      |
| 오타와 시빅 센터 | 1972년~1973년 | 9,500명  | 온타리오주 오타와 | 빈칸 |